# Hans Hosemann
Hans Hosemann (* 29. September 1913 in Rostock; † 1994) war ein deutscher Gynäkologe und Mitarbeiter des Maschinellen Berichtswesens.
Hosemann wurde 1936 in Breslau promoviert und habilitierte sich 1943. Während seines Studiums engagierte er sich in der jugendbewegt-reformierten Verbindung Saxnot. Bis zum 8. Mai 1945 war er Mitarbeiter im Zentralarchiv für Wehrmedizin. 1948 wurde er außerplanmäßiger Professor für Geburtshilfe und Gynäkologie an der Universität Göttingen.
1950 erschien sein Buch Das Lochkartensystem und einige wichtige statistische Resultate auf gynäkologisch-geburtshilflichem Gebiet. Mit Jürgen Haller hat Hosemann das Buch Die Verwendung eines speziellen Lochkartensystems zum Erstellen einer koordinierten Statistik von bösartigen Gewebebildungen in den weiblichen Genitalien veröffentlicht. Im Jahr 1951 hat Hosemann zusammen mit den Drägerwerken einen Inhalator für Anästhesiemittel vorgestellt. Er engagierte sich ab 1961 bei Lions Deutschland. In den 1970er Jahren war er leitender Arzt der gynäkologischen Abteilung des Städtischen Krankenhauses in Emden.
Seine Eltern waren der Chirurg Paul Gerhard Hosemann und Anna Dorothea Hosemann, geborene Kobert, Tochter des Mediziners Rudolf Kobert. Seine Brüder waren u. a. der Physiker Rolf Hosemann und der Nachrichtentechniker Gerhard Hosemann.

## Veröffentlichungen
- Das Lochkartensystem und einige wichtige statistische Resultate auf gynäkologisch-geburtshilflichem Gebiet. In: A. Reist, H. Hosemann: Fortschritte der Geburtshilfe und Gynäkologie. Band 2. S. Karger, Basel / New York 1951.
- mit Jürgen Haller: Application of a special punched card system to coordinated clinical statistics of malignant tumors of the female genitalia. In: American Documentation. Band 11, Nr. 2, 1960, S. 170–172.